# Europese kampioenschappen zwemmen 1999
Istanbul was gastheer van de 24ste editie van de Europese kampioenschappen zwemmen langebaan (50 meter). Het streng beveiligde toernooi, georganiseerd door de Europese zwembond LEN, werd gehouden in het Ataköy Olympic Pool Stadium, en duurde van maandag 26 juli tot en met zondag 1 augustus 1999.
Nederland was in Istanbul vertegenwoordigd met een omvangrijke (tien zwemsters en veertien zwemmers) ploeg, die in totaal dertien medailles behaalde. Uitblinker was Pieter van den Hoogenband, die zes gouden medailles won en de ongekroonde koning van de sprintafstanden, de Rus Alexander Popov van diens troon stootte.
Istanpool leverde twee wereld-, acht Europese en veertien Nederlandse records op. Het toernooi beleefde de primeur van de toevoeging van de 50-meternummers op de school-, rug- en vlinderslag. Nieuw waren bovendien de halve finales (alleen op de 50-, 100- en 200-meternummers). Voor het eerst was ook de zogeheten één-startregeling van kracht: een valse start leidde onherroepelijk tot diskwalificatie. Aan het toernooi deed in totaal, inclusief de drie overige disciplines (schoonspringen, synchroonzwemmen en openwaterzwemmen), een recordaantal van 986 atleten afkomstig uit 42 landen mee.

## Uitslagen

### Maandag26 juli1999

#### 400 mvrije slag(mannen)
1. Paul Palmer (Groot-Brittannië) 3.48,12
2. Emiliano Brembilla (Italië) 3.48,50
3. Dragos Coman (Roemenië) 3.49,04
4. Massimiliano Rosolino (Italië) 3.50,41
5. Jacob Carstensen (Denemarken) 3.51,35
6. Sylvain Cros (Frankrijk) 3.52,58
7. Igor Snitko (Oekraïne) 3.53,40
8. Frederik Hviid (Spanje) 3.53,80

#### 400 mwisselslag(vrouwen)
1. Jana Klotsjkova (Oekraïne) 4.38,14
2. Beatrice Căslaru (Roemenië) 4.40,98
3. Hana Cerna (Tsjechië) 4.45,45
4. Simona Paduraru (Roemenië) 4.48,63
5. Sabine Klenz (Duitsland) 4.49,61
6. Loudres Becerra (Spanje) 4.50,05
7. Katia Sarakatsani (Griekenland) 4.51,65
8. Yseult Gervy (België) 4.53,14

#### 4x100 mvrije slag(vrouwen)
1. Duitsland 3.40,87
  1. Katrin Meißner 55,69
  2. Antje Buschschulte 55,40
  3. Franziska van Almsick 55,41
  4. Sandra Völker 54,37
2. Zweden
  1. Louise Jöhncke 56,24
  2. Josefin Lillhage 55,87
  3. Malin Svahnström 55,56
  4. Therese Alshammar 55,40
3. Groot-Brittannië 3.43,55
  1. Alyson Sheppard 56,21
  2. Claire Huddart 57,12
  3. Karen Pickering 55,73
  4. Sue Rolph 54,49
4. Nederland 3.45,01
  1. Manon van Rooijen 56,90
  2. Chantal Groot 56,35
  3. Kirsten Vlieghuis 56,19
  4. Inge de Bruijn 55,57
5. Wit-Rusland 3.48,48
6. Italië 3.49,10
7. België 3.49,47

Slovenië gediskwalificeerd

#### 4x100 mvrije slag(mannen)
1. Nederland 3.16,27 (Europees record)
  1. Johan Kenkhuis 49,79
  2. Mark Veens 49,12
  3. Marcel Wouda 50,05
  4. Pieter van den Hoogenband 47,31
2. Rusland 3.19,49
  1. Denis Pimankov 50,22
  2. Sergei Ashikhhmin 50,10
  3. Dmitry Chernychev 50,29
  4. Alexander Popov 48,88
3. Duitsland 3.20,20
  1. Christian Keller 50,54
  2. Lars Merseburg 50,58
  3. Christian Tröger 49,39
  4. Lars Conrad 49,69
4. Italië 3.20,60
  1. Lorenzo Vismara
  2. Mauro Gallo
  3. Simone Cercato
  4. Massimiliano Rosolino
5. Zweden 3.21,02
  1. Anders Lybring
  2. Lars Frölander
  3. Mattias Ohlin
  4. Stefan Nystrand
6. Groot-Brittannië 3.21,49
  1. Gavin Meadows
  2. Matthew Kidd
  3. Stephen Parry
  4. Sion Brinn
7. Wit-Rusland 3.24,89
8. Denemarken 3.25,24

### Dinsdag27 juli1999

#### 50 mvlinderslag(mannen)
1. Pieter van den Hoogenband (Nederland) 23,89 (Nederlands record)
2. Miloš Milošević (Kroatië) 24,17
3. Mark Foster (Groot-Brittannië) 24,39
4. Lars Frölander (Zweden) 24,39
5. Joris Keizer (Nederland) 24,48
6. Daniel Carlsson (Zweden) 24,48
7. Vladislav Kulikov (Rusland) 24,67
8. Thomas Rupprath (Duitsland) 24,98

#### 100 mrugslag(mannen)
1. Stev Theloke (Duitsland) 55,16
2. Gordan Kožulj (Kroatië) 55,84
3. Eithan Urbach (Israël) 55,87
4. Arunas Savickas (Litouwen) 56,06
5. Steffen Driesen (Duitsland) 56,12
6. Martin Harris (Groot-Brittannië) 56,24
7. Mariusz Siembida (Polen) 56,26
8. Mattias Ohlin (Zweden) 56,76

#### 50 mvlinderslag(vrouwen)
1. Anna-Karin Kammerling (Zweden) 26,29 (Wereldrecord)
2. Johanna Sjöberg (Zweden) 26,93
3. Chantal Groot (Nederland) 27,41
4. Fabienne Dufour (België) 27,57
5. Anna Nyiry (Hongarije) 27,59
6. Mette Jacobsen (Denemarken) 27,80
7. Blanca Ceron (Spanje) 27,85
8. Elena Popchenko (Wit-Rusland) 28,11

#### 100 mschoolslag(mannen)
1. Domenico Fioravanti (Italië) 1.01,34
2. Mark Warnecke (Duitsland) 1.01,97
3. Stephan Perrot (Frankrijk) 1.02,08
4. Jens Kruppa (Duitsland) 1.02,32
5. Benno Kuipers (Nederland) 1.02,69
6. Roman Sloednov (Rusland) 1.02,87
7. Oleg Lisogor (Oekraïne) 1.02,93
8. Daniel Malek (Tsjechië) 1.02,99

#### 200 mrugslag(vrouwen)
1. Roxana Maracineanu (Frankrijk) 2.11,94
2. Cathleen Rund (Duitsland) 2.13,33
3. Julia Fomenko (Rusland) 2.13,33
4. Katy Sexton (Groot-Brittannië) 2.14,25
5. Antje Buschschulte (Duitsland) 2.14,62
6. Diana Mocanu (Roemenië) 2.15,08
7. Helen Don-Duncan (Groot-Brittannië) 2.15,73
8. Katerina Bliamou (Griekenland) 2.16,51

#### 4x200 mvrije slag(vrouwen)
1. Duitsland 8.01,66
  1. Franziska van Almsick 1.59,61
  2. Silvia Szalai 2.00,45
  3. Hannah Stockbauer 2.01,32
  4. Kerstin Kielgass 2.00,28
2. Zweden 8.07,37
  1. Josefin Lillhage 2.01,33
  2. Malin Svahnström 2.01,54
  3. Johanna Sjöberg 2.02,25
  4. Louise Jöhncke 2.02,03
3. Roemenië 8.07,75
  1. Camelia Potec 1.58,87
  2. Lorena Diaconescu 2.03,38
  3. Simona Paduraru 2.03,47
  4. Beatrice Căslaru 2.02,03
4. Groot-Brittannië 8.08,00
5. Spanje 8.14,46
6. België 8.15,68
7. Zwitserland 8.20,80
8. Oekraïne 8.37,13

### Woensdag28 juli1999

#### 100 mvrije slag(mannen)
1. Pieter van den Hoogenband (Nederland) 48,47 (Nederlands record)
2. Alexander Popov (Rusland) 48,82
3. Lars Frölander (Zweden) 49,40
4. Bartosz Kizierowski (Polen) 49,70
5. Denis Pimankov (Rusland) 49,82
6. Gavin Meadows (Groot-Brittannië) 50,04
7. Attila Zubor (Hongarije) 50,39
8. Romain Barnier (Frankrijk) 50,48

#### 100 mschoolslag(vrouwen)
1. Ágnes Kovács (Hongarije) 1.08,75
2. Svetlana Bondarenko (Oekraïne) 1.09,33
3. Brigitte Becue (België) 1.10,23
4. Alicja Peczak (Polen) 1.10,26
5. Maria Östling (Zweden) 1.10,47
6. Krisztina Kovacs (Hongarije) 1.11,31
7. Nataša Kejzar (Slovenië) 1.11,44
8. Silvia Pulfrich (Duitsland) 1.11,70

#### 100 mvrije slag(vrouwen)
1. Sue Rolph (Groot-Brittannië) 55,03
2. Inge de Bruijn (Nederland) 55,24
3. Sandra Völker (Duitsland) 55,36
4. Therese Alshammar (Zweden) 55,79
5. Jekaterina Kibalo (Rusland) 55,98
6. Karen Pickering (Groot-Brittannië) 56,23
7. Natalya Baranovskaja (Wit-Rusland) 56,23
8. Franziska van Almsick (Duitsland) 56,39

#### 200 mwisselslag(mannen)
1. Marcel Wouda (Nederland) 2.01,43
2. Massimiliano Rosolino (Italië) 2.01,46
3. Jani Sievinen (Finland) 2.02,11
4. Jirka Letzin (Duitsland) 2.02,48
5. Christian Keller (Duitsland) 2.02,72
6. Attila Czene (Hongarije) 2.02,88
7. Xavier Marchand (Frankrijk) 2.03,66
8. Lionel Moreau (Frankrijk) 2.04,75

### Donderdag29 juli1999

#### 800 mvrije slag(vrouwen)
1. Hannah Stockbauer (Duitsland) 8.33,79
2. Kirsten Vlieghuis (Nederland) 8.35,19
3. Jana Henke (Duitsland) 8.37,06
4. Flavia Rigamonti (Zwitserland) 8.37,14
5. Carla Geurts (Nederland) 8.40,59
6. Sarah Collins (Groot-Brittannië) 8.44,41
7. Margaretha Pedder (Groot-Brittannië) 8.47,03
8. Tatiana Michajlova (Rusland) 8.47,22

#### 200 mvlinderslag(mannen)
1. Franck Esposito (Frankrijk) 1.57,20
2. Denys Sylantjev (Oekraïne) 1.57,29
3. Anatoli Polyakov (Rusland) 1.57,89
4. James Hickman (Groot-Brittannië) 1.58,72
5. Stephen Parry (Groot-Brittannië) 1.58,89
6. Ioan Gherghel (Roemenië) 1.59,28
7. Yann de Fabrique (Frankrijk) 1.59,81
8. Stefan Aartsen (Nederland) 1.59,86

#### 200 mschoolslag(mannen)
1. Stephan Perrot (Frankrijk) 2.12,46
2. Dmitri Komornikov (Rusland) 2.12,88
3. Johann Bernard (Frankrijk) 2.12,96
4. Andrei Ivanov (Rusland) 2.14,33
5. Domenico Fioravanti (Italië) 2.15,06
6. Davide Rummolo (Italië) 2.15,31
7. José Couto (Portugal) 2.16,05
8. Alexander Goukov (Wit-Rusland) 2.16,97

#### 50 mrugslag(mannen)
1. Stev Theloke (Duitsland) 25,66 (Europees record)
2. Thomas Rupprath (Duitsland) 25,94
3. Mariusz Siembida (Polen) 26,07
4. Darius Grigalionis (Litouwen) 26,15
5. David Ortega (Spanje) 26,17
6. Nuno Laurentino (Portugal) 26,24
7. Neil Willey (Groot-Brittannië) 26,28
8. Martin Harris (Groot-Brittannië) 26,55

#### 200 mwisselslag(vrouwen)
1. Jana Klotsjkova (Oekraïne) 2.14,02
2. Beatrice Căslaru (Roemenië) 2.15,12
3. Sabine Klenz (Duitsland) 2.16,95
4. Annika Mehlhorn (Duitsland) 2.17,82
5. Loudres Becerra (Spanje) 2.19,40
6. Katia Sarakatsani (Griekenland) 2.19,54
7. Rachael Corner (Groot-Brittannië) 2.19,92
8. Alenka Kejzar (Slovenië) 2.21,53

### Vrijdag30 juli1999

#### 1500 mvrije slag(mannen)
1. Igor Snitko (Oekraïne) 15.07,19
2. Dragos Coman (Roemenië) 15.13,10
3. Sylvain Cros (Frankrijk) 15.18,26
4. Alexei Filipets (Rusland) 15.21,54
5. Jörg Hoffmann (Duitsland) 15.24,94
6. Dmitri Koptour (Wit-Rusland) 15.28,18
7. Daniel Vidal (Spanje) 15.30,47
8. Jörg Hünecke (Duitsland) 15.37,79

#### 100 mrugslag(vrouwen)
1. Sandra Völker (Duitsland) 1.01,39
2. Nina Zjivanevskaja (Spanje) 1.01,98
3. Roxana Maracineanu (Frankrijk) 1.02,47
4. Metka Sparavec (Slovenië) 1.02,93
5. Antje Buschschulte (Duitsland) 1.02,98
6. Katy Sexton (Groot-Brittannië) 1.03,07
7. Julia Fomenko (Rusland) 1.03,33
8. Anu Koivisto (Finland) 1.03,41

#### 200 mvrije slag(mannen)
1. Pieter van den Hoogenband (Nederland) 1.47,09 (Nederlands record)
2. Paul Palmer (Groot-Brittannië) 1.48,01
3. Massimiliano Rosolino (Italië) 1.48,37
4. Jacob Carstensen (Denemarken) 1.49,32
5. Stefan Pohl (Duitsland) 1.49,72
6. Edward Sinclair (Groot-Brittannië) 1.49,73
7. Bela Szabados (Hongarije) 1.49,97
8. Andrea Beccari (Italië) 1.51,77

#### 50 mschoolslag(vrouwen)
1. Ágnes Kovács (Hongarije) 31,44
2. Zoë Baker (Groot-Brittannië) 31,53
3. Janne Schäfer (Duitsland) 32,22
4. Maria Östling (Zweden) 32,34
5. Svetlana Bondarenko (Oekraïne) 32,56
6. Ilse Kikkert (Nederland) 32,71
7. Vera Lischka (Oostenrijk) 32,87
8. Emma Igelström (Zweden) 33,00

#### 50 mschoolslag(mannen)
1. Mark Warnecke (Duitsland) 27,95
2. Oleg Lisogor (Oekraïne) 28,21
3. Károly Güttler (Hongarije) 28,29
4. Domenico Fioravanti (Italië) 28,33
5. Tamas Bessenyei (Hongarije) 28,46
6. Remo Lütolf (Zwitserland) 28,46
7. Darren Mew (Groot-Brittannië) 28,64
8. Jens Kruppa (Duitsland) 28,86

#### 100 mvlinderslag(vrouwen)
1. Inge de Bruijn (Nederland) 58,49 (Europees record)
2. Johanna Sjöberg (Zweden) 58,97
3. Diana Mocanu (Roemenië) 1.00,02
4. Elena Vinogradova (Rusland) 1.00,33
5. Otylia Jędrzejczak (Polen) 1.00,53
6. Mette Jacobsen (Denemarken) 1.00,62
7. Katrin Jaeke (Duitsland) 1.00,84
8. Franziska van Almsick (Duitsland) 1.00,87

### Zaterdag31 juli1999

#### 200 mvrije slag(vrouwen)
1. Camelia Potec (Roemenië) 1.58,79
2. Kerstin Kielgass (Duitsland) 2.00,09
3. Natalya Baranovskaja (Wit-Rusland) 2.00,18
4. Silvia Szalai (Duitsland) 2.01,23
5. Solenne Figuès (Frankrijk) 2.01,29
6. Karen Pickering (Groot-Brittannië) 2.01,44
7. Josefin Lillhage (Zweden) 2.01,56
8. Malin Svahnström (Zweden) 2.01,92

#### 200 mrugslag(mannen)
1. Ralf Braun (Duitsland) 1.59,74
2. Gordan Kožulj (Kroatië) 2.00,07
3. Emanuele Merisi (Italië) 2.00,50
4. Joab Gath (Israël) 2.00,72
5. Vladislav Nikolavchuk (Oekraïne) 2.01,18
6. Razvan Florea (Roemenië) 2.01,28
7. Klaas-Erik Zwering (Nederland) 2.02,15
8. Mirko Mazzari (Italië) 2.03,17

#### 200 mschoolslag(vrouwen)
1. Ágnes Kovács (Hongarije) 2.27,12
2. Beatrice Căslaru (Roemenië) 2.27,80
3. Alicja Peczak (Polen) 2.28,93
4. Anne Poleska (Duitsland) 2.31,66
5. Jekaterina Kormacheva (Rusland) 2.32,12
6. Karine Bremond (Frankrijk) 2.32,42
7. Simone Karn (Duitsland) 2.33,03
8. Krisztina Kovacs (Hongarije) 2.33,23

#### 100 mvlinderslag(mannen)
1. Lars Frölander (Zweden) 52,61
2. James Hickman (Groot-Brittannië) 52,97
3. Denys Sylantjev (Oekraïne) 53,04
4. Franck Esposito (Frankrijk) 53,60
5. Zsolt Gaspar (Hongarije) 53,72
6. Daniel Carlson (Zweden) 54,10
7. Vladislav Kulikov (Rusland) 54,38
8. Stefan Aartsen (Nederland) 54,38

#### 4x200 mvrije slag(mannen)
1. Duitsland 7.19,63
  1. Christian Keller 1.50,58
  2. Stefan Pohl 1.49,72
  3. Lars Conrad 1.49,32
  4. Michael Kiedel 1.50,01
2. Groot-Brittannië 7.19,91
  1. Paul Palmer 1.49,18
  2. Gavin Meadows 1.51,15
  3. Jamie Salter 1.50,52
  4. Edward Sinclair 1.49,06
3. Rusland 7.25,36
  1. Maxim Korshunov 1.51,26
  2. Dmitri Kouzmin 1.51,21
  3. Andrej Kapralov 1.51,75
  4. Dmitri Chernychev 1.51,14
4. Denemarken 7.29,27
5. Roemenië 7.29,50
  1. Dragos Coman
  2. Razvan Florea
  3. Ioan Stefan Gherghel
  4. Nicolae Ivan

Italië gediskwalificeerd
1. Emiliano Brembilla
2. Andrea Beccari
3. Federico Cappellazzo
4. Massimiliano Rosolino

Nederland gediskwalificeerd
1. Martijn Zuijdweg
2. Marcel Wouda
3. Johan Kenkhuis
4. Pieter van den Hoogenband

### Zondag1 augustus1999

#### 50 mrugslag(vrouwen)
1. Sandra Völker (Duitsland) 28,71 (Wereldrecord)
2. Nina Zjivanevskaja (Spanje) 29,02
3. Metka Sparavec (Slovenië) 29,25
4. Diana Mocanu (Roemenië) 29,55
5. Antje Buschschulte (Duitsland) 29,67
6. Anu Koivisto (Finland) 29,74
7. Roxana Maracineanu (Frankrijk) 29,76
8. Brenda Starink (Nederland) 29,76

#### 200 mvlinderslag(vrouwen)
1. Mette Jacobsen (Denemarken) 2.10,40
2. Maria Pelaez (Spanje) 2.11,49
3. Otylia Jędrzejczak (Polen) 2.11,60
4. Katrin Jaeke (Duitsland) 2.12,35
5. Sophia Skou (Denemarken) 2.12,48
6. Margaretha Pedder (Groot-Brittannië) 2.12,48
7. Mireia Garcia (Spanje) 2.12,83
8. Anna Uriniuk (Polen) 2.13,05

#### 50 mvrije slag(mannen)
1. Pieter van den Hoogenband (Nederland) 22,06 (Nederlands record)
2. Lorenzo Vismara (Italië) 22,21
3. Alexander Popov (Rusland) 22,32
4. Bartosz Kizierowski (Polen) 22,55
5. Mark Veens (Nederland) 22,82
6. Oleg Rouchlevich (Wit-Rusland) 22,96
7. Mark Foster (Groot-Brittannië) 22,98
8. Yoav Bruck (Israël) 23,15

#### 50 mvrije slag(vrouwen)
1. Inge de Bruijn (Nederland) 24,99
2. Therese Alshammar (Zweden) 25,30
3. Alison Sheppard (Groot-Brittannië) 25,33
4. Sue Rolph (Groot-Brittannië) 25,53
5. Anna-Karin Kammerling (Zweden) 25,69
6. Katrin Meißner (Duitsland) 25,72
7. Chantal Groot (Nederland) 26,19
8. Jekaterina Kibalo (Rusland) 26,24

#### 400 mwisselslag(mannen)
1. Frederik Hviid (Spanje) 4.17,16
2. Mickey Halika (Israël) 4.17,49
3. Marcel Wouda (Nederland) 4.18,26
4. Alessio Boggiatto (Italië) 4.19,84
5. Jirka Letzin (Duitsland) 4.20,33
6. Istvan Bathazi (Hongarije) 4.22,30
7. Teo Edo (Spanje) 4.24,14
8. Robert Seibt (Duitsland) 4.24,45

#### 400 mvrije slag(vrouwen)
1. Camelia Potec (Roemenië) 4.08,09
2. Kerstin Kielgass (Duitsland) 4.08,57
3. Jana Klotsjkova (Oekraïne) 4.10,11
4. Kirsten Vlieghuis (Nederland) 4.10,90
5. Carla Geurts (Nederland) 4.12,58
6. Simona Paduraru (Roemenië) 4.16,58
7. Hannah Stockbauer (Duitsland) 4.17,25
8. Jana Pechanova (Tsjechië) 4.21,55

#### 4x100 mwisselslag(vrouwen)
1. Zweden 4.07,52
  1. Therese Alshammar 1.04,48
  2. Maria Östling 1.08,81
  3. Johanna Sjöberg 58,15
  4. Malin Svahnström 56,08
2. Duitsland 4.07,79
  1. Sandra Völker 1.02,59
  2. Silvia Pulfrich 1.10,34
  3. Franziska van Almsick 1.00,06
  4. Katrin Meißner 54,80
3. Groot-Brittannië 4.09,18
  1. Katy Sexton 1.03,21
  2. Zoë Baker 1.10,40
  3. Sue Rolph 1.00,31
  4. Karen Pickering 55,26
4. Nederland 4.10,78
  1. Brenda Starink 1.04,95
  2. Ilse Kikkert 1.10,71
  3. Inge de Bruijn 59,16
  4. Manon van Rooijen 55,96
5. Roemenië 4.11,63
  1. Raluca Udroiu 1.04,35
  2. Beatrice Căslaru 1.10,87
  3. Diana Mocanu 1.00,25
  4. Camelia Potec 56,16
6. Spanje 4.11,72
  1. Nina Zjivanevskaja 1.01,96
  2. Lourdes Becerra 1.12,17
  3. María Peláez 1.01,54
  4. Blanca Cerón 56,05
7. Rusland 4.13,21
  1. Julia Fomenko 1.04,11
  2. Jekaterina Kormacheva 1.11,77
  3. Elena Vinogradova 1.00,63
  4. Jekaterina Kibalo 56,70
8. Oekranïne 4.14,56
  1. Nadiya Beshevli 1.05,26
  2. Svetlana Bondarenko 1.09,71
  3. Olena Grytsuk 1.01,94
  4. Olga Mukomol 57,65

#### 4x100 mwisselslag(mannen)
1. Nederland 3.39,52
  1. Klaas-Erik Zwering 57,55
  2. Marcel Wouda 1.01,35
  3. Stefan Aartsen 53,42
  4. Pieter van den Hoogenband 47,20
2. Duitsland 3.40,15
  1. Stev Theloke 55,68
  2. Mark Warnecke 1.01,93
  3. Christian Keller 53,18
  4. Christian Tröger 49,36
3. Rusland 3.41,18
  1. Sergei Ostapchuk 56,75
  2. Dmitri Komornikov 1.02,15
  3. Vladislav Kulikov 53,60
  4. Alexander Popov 48,68
4. Zweden 3.41,18
  1. Mattias Ohlin 57,31
  2. Patrik Isaksson 1.02,43
  3. Daniel Carlsson 53,12
  4. Lars Frölander 48,32
5. Frankrijk 3.41,52
  1. Simon Dufour 56,72
  2. Stephan Perrot 1.01,93
  3. Franck Esposito 53,60
  4. Romain Barnier 49,27
6. Groot-Brittannië 3.41,85
  1. Martin Harris 56,68
  2. Darren Mew 1.03,00
  3. James Hickman 52,32
  4. Gavin Meadows 49,85
7. Polen 3.43,01
  1. Mariusz Siembida 56,50
  2. Marek Krawczyk 1.03,55
  3. Marcin Kaczmarek 53,59
  4. Bartosz Kizierowski 49,37
8. Italië 3.43,07
  1. Emanuele Merisi 56,52
  2. Domenico Fioravanti 1.01,64
  3. Dino Urgias 55,14
  4. Lorenzo Vismara 49,77

## Eindstand medailleklassement
| RANG | LAND             | GOUD | ZILVER | BRONS | TOTAAL |
| ---- | ---------------- | ---- | ------ | ----- | ------ |
| 1.   | Duitsland        | 11   | 7      | 5     | 23     |
| 2.   | Nederland        | 9    | 2      | 2     | 13     |
| 3.   | Zweden           | 3    | 5      | 3     | 11     |
| 4.   | Oekraïne         | 3    | 3      | 2     | 8      |
| 5.   | Frankrijk        | 3    | 0      | 3     | 6      |
| 6.   | Hongarije        | 3    | 0      | 1     | 4      |
| 7.   | Groot-Brittannië | 2    | 4      | 4     | 10     |
| 8.   | Roemenië         | 2    | 4      | 3     | 9      |
| 9.   | Italië           | 1    | 3      | 2     | 6      |
| 10.  | Spanje           | 1    | 3      | 0     | 4      |
| 11.  | Denemarken       | 1    | 0      | 0     | 1      |
| 12.  | Rusland          | 0    | 4      | 4     | 8      |
| 13.  | Kroatië          | 0    | 3      | 0     | 3      |
| 14.  | Israël           | 0    | 1      | 1     | 2      |
| 15.  | Polen            | 0    | 0      | 3     | 3      |
| 16.  | België           | 0    | 0      | 1     | 1      |
|      | Finland          | 0    | 0      | 1     | 1      |
|      | Slovenië         | 0    | 0      | 1     | 1      |
|      | Tsjechië         | 0    | 0      | 1     | 1      |
|      | Wit-Rusland      | 0    | 0      | 1     | 1      |
|      | TOTALEN          | 39   | 39     | 38    | 116    |

NB: Twee zilveren en geen bronzen medaille uitgereikt op 200 meter rugslag vrouwen; Tweemaal brons uitgereikt op 50 meter vlinderslag mannen en 4x100 meter wisselslag mannen.
Langebaan (50 meter):

Boedapest 1926 · 
Bologna 1927 · 
Parijs 1931 · 
Maagdenburg 1934 · 
Londen 1938 · 
Monte Carlo 1947 · 
Wenen 1950 · 
Turijn 1954 · 
Boedapest 1958 · 
Leipzig 1962 · 
Utrecht 1966 · 
Barcelona 1970 · 
Wenen 1974 · 
Jönköping 1977 · 
Split 1981 · 
Rome 1983 · 
Sofia 1985 · 
Straatsburg 1987 · 
Bonn 1989 · 
Athene 1991 · 
Sheffield 1993 · 
Wenen 1995 · 
Sevilla 1997 · 
Istanboel 1999 · 
Helsinki 2000 · 
Berlijn 2002 · 
Madrid 2004 · 
Boedapest 2006 · 
Eindhoven 2008 · 
Boedapest 2010 · 
Debrecen 2012 · 
Berlijn 2014 · 
Londen 2016 · 
Glasgow 2018 · 
Boedapest 2020 · 
Rome 2022

Kortebaan (25 meter):

Sprintkampioenschappen: Gelsenkirchen 1991 · 
Espoo 1992 · 
Gateshead 1993 · 
Stavanger 1994

Kortebaankampioenschappen: Rostock 1996 · 
Sheffield 1998 · 
Lissabon 1999 · 
Valencia 2000 · 
Antwerpen 2001 · 
Riesa 2002 · 
Dublin 2003 · 
Wenen 2004 · 
Triëst 2005 · 
Helsinki 2006 · 
Debrecen 2007 · 
Rijeka 2008 · 
Istanboel 2009 · 
Eindhoven 2010 · 
Szczecin 2011 · 
Chartres 2012 · 
Herning 2013 · 
Netanya 2015 · 
Kopenhagen 2017 · 
Glasgow 2019 · 
Kazan 2021 · 
Otopeni 2023